# Рясное (Ростовская область)
Рясное — село в Матвеево-Курганском районе Ростовской области.
Входит в состав Ряженского сельского поселения.

## География

### Улицы
| - ул. Восточная, - ул. Вишневая, - ул. Гагарина, - ул. Демяника, - ул. Железнодорожная, - ул. Комбайностроителей, - ул. Кооперативная, - ул. Красноармейская, - ул. Мира, | - ул. Новостройки, - ул. Октябрьская, - ул. Первомайская, - ул. Победы, - ул. Советская, - ул. Степная, - ул. Таганрогская, - ул. Южная, | - пер. Железнодорожный, - пер. Кооперативный, - пер. Садовый, - пер. Школьный. |

## Население
| 2010 |
| ---- |
| 1589 |